# 500 miles d'Indianapolis 1947

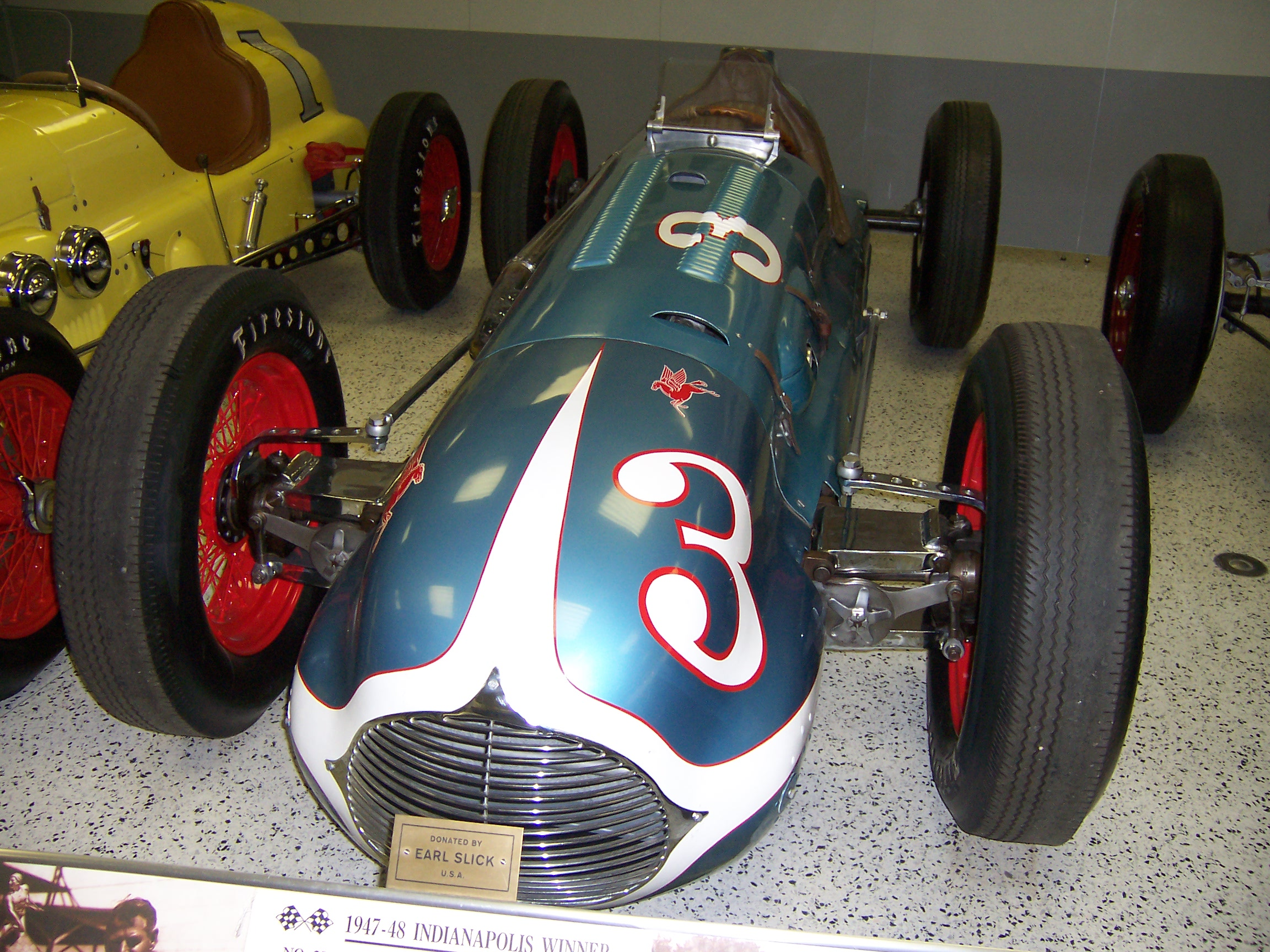
La Deidt-Offenhauser de Mauri Rose, vainqueur de la course.

Les 500 miles d'Indianapolis 1947, courus sur l'Indianapolis Motor Speedway et organisés le vendredi 30 mai 1947, ont été remportés par le pilote américain Mauri Rose sur une Deidt-Offenhauser.

## Grille de départ
| Ligne | Intérieur         | Centre          | Extérieur         |
| 1     | Ted Horn          | Cliff Bergere   | Mauri Rose        |
| 2     | Herb Ardinger     | Shorty Cantlon  | Russ Snowberger   |
| 3     | Les Anderson      | Bill Holland    | Ken Fowler        |
| 4     | Jimmy Jackson     | Milt Fankhouser | Roland Free       |
| 5     | George Connor     | Walt Brown      | Frank Wearne      |
| 6     | Hal Robson        | Pete Romcevich  | Duke Nalon        |
| 7     | Al Miller         | Rex Mays        | Paul Russo        |
| 8     | Joie Chitwood     | Fred Agabashian | Charles Van Acker |
| 9     | Tony Bettenhausen | Henry Banks     | Duke Dinsmore     |
| 10    | Cy Marshall       | Mel Hansen (en) | Emil Andres       |

La pole position a été réalisée par Ted Horn à la moyenne de 203,685 km/h. Le meilleur temps des qualifications est à mettre à l'actif de Bill Holland à la moyenne de 207,211 km/h.

## Classement final
| no | Pilote            | Voiture               | Tours | Temps/Abandon     |
| 1  | Mauri Rose        | Deidt-Offenhauser     | 200   |                   |
| 2  | Bill Holland      | Deidt-Offenhauser     | 200   |                   |
| 3  | Ted Horn          | Maserati              | 200   |                   |
| 4  | Herb Ardinger     | Kurtis-Novi           | 200   |                   |
| 5  | Jimmy Jackson     | Miller-Offenhauser    | 200   |                   |
| 6  | Rex Mays          | Kurtis-Winfield       | 200   |                   |
| 7  | Walt Brown        | Alfa Romeo            | 200   |                   |
| 8  | Cy Marshall       | Alfa Romeo            | 197   |                   |
| 9  | Fred Agabashian   | Kurtis-Duray          | 191   |                   |
| 10 | Duke Dinsmore     | Wetteroth-Offenhauser | 167   |                   |
| 11 | Les Anderson      | Maserati-Offenhauser  | 131   |                   |
| 12 | Pete Romcevich    | Miller-Ford           | 168   | fuite d'huile     |
| 13 | Emil Andres       | Lencki                | 150   | mécanique         |
| 14 | Frank Wearne      | Miller-Offenhauser    | 128   | accident          |
| 15 | Ken Fowler        | Alfa Romeo            | 121   | mécanique         |
| 16 | Duke Nalon        | Mercedes              | 119   | moteur            |
| 17 | Roland Free       | Wetteroth-Miller      | 87    | accident          |
| 18 | Tony Bettenhausen | Stevens-Offenhauser   | 79    | mécanique         |
| 19 | Russ Snowberger   | Maserati              | 74    | pompe à huile     |
| 20 | Hal Robson        | Adams-Offenhauser     | 67    | mécanique         |
| 21 | Cliff Bergere     | Kurtis-Novi           | 62    | moteur            |
| 22 | Joie Chitwood     | Wetteroth-Offenhauser | 51    | boîte de vitesses |
| 23 | Shorty Cantlon    | Snowberger-Miller     | 40    | accident          |
| 24 | Henry Banks       | Miller-Offenhauser    | 36    | fuite d'huile     |
| 25 | Al Miller         | Miller                | 33    | mécanique         |
| 26 | George Connor     | Kurtis-Offenhauser    | 32    | fuite d'essence   |
| 27 | Mel Hansen (en)   | Adams-Sparks          | 32    | poussette         |
| 28 | Paul Russo        | Shaw-Offenhauser      | 24    | accident          |
| 29 | Charles Van Acker | Stevens-Lencki        | 24    | accident          |
| 30 | Milt Fankhouser   | Stevens-Offenhauser   | 2     | calage            |

## Sources
- (en) Résultats complets sur le site officiel de l'Indy 500